# Georg Petel

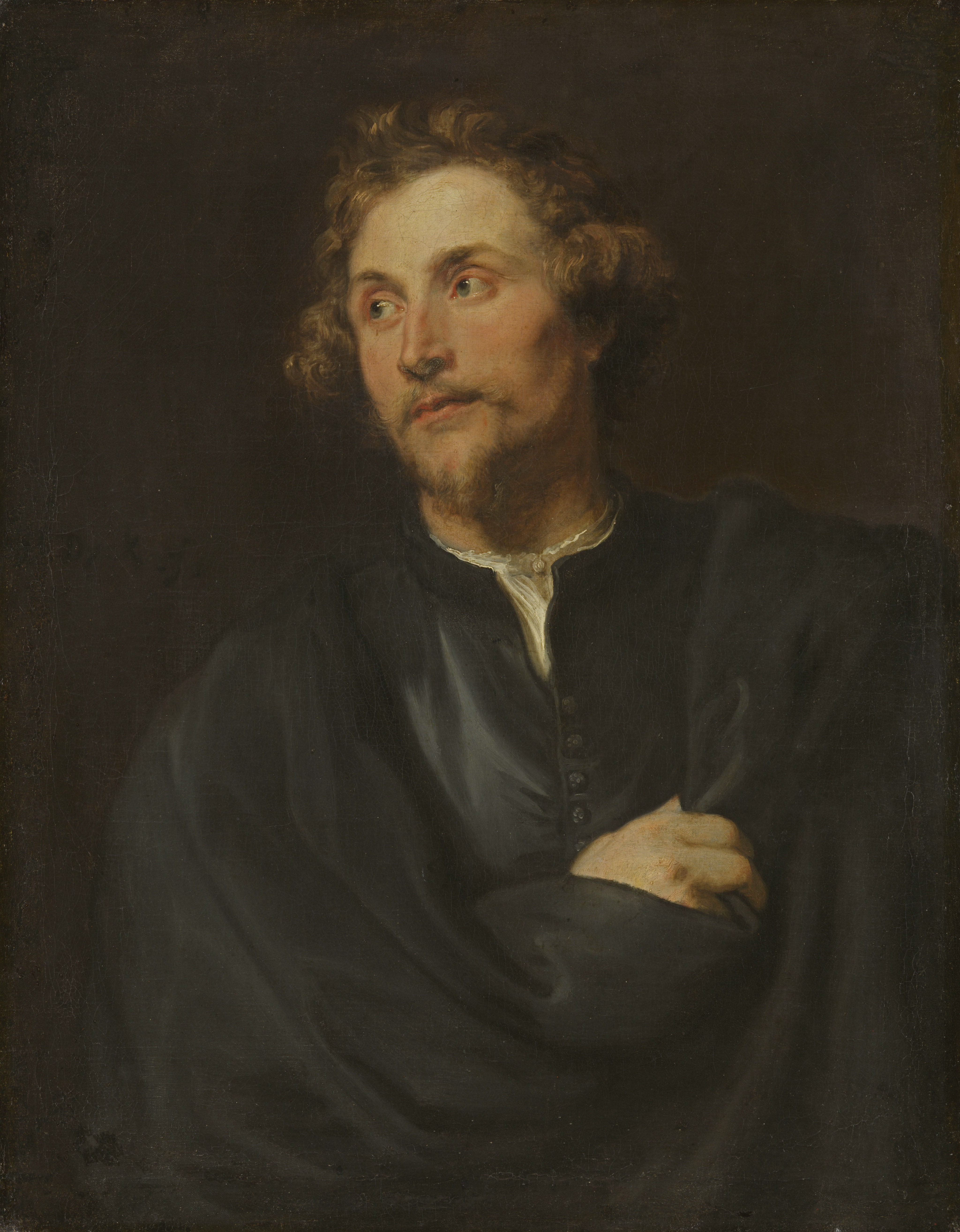
Georg Petel. Ölgemälde von Anthonis van Dyck, 1628

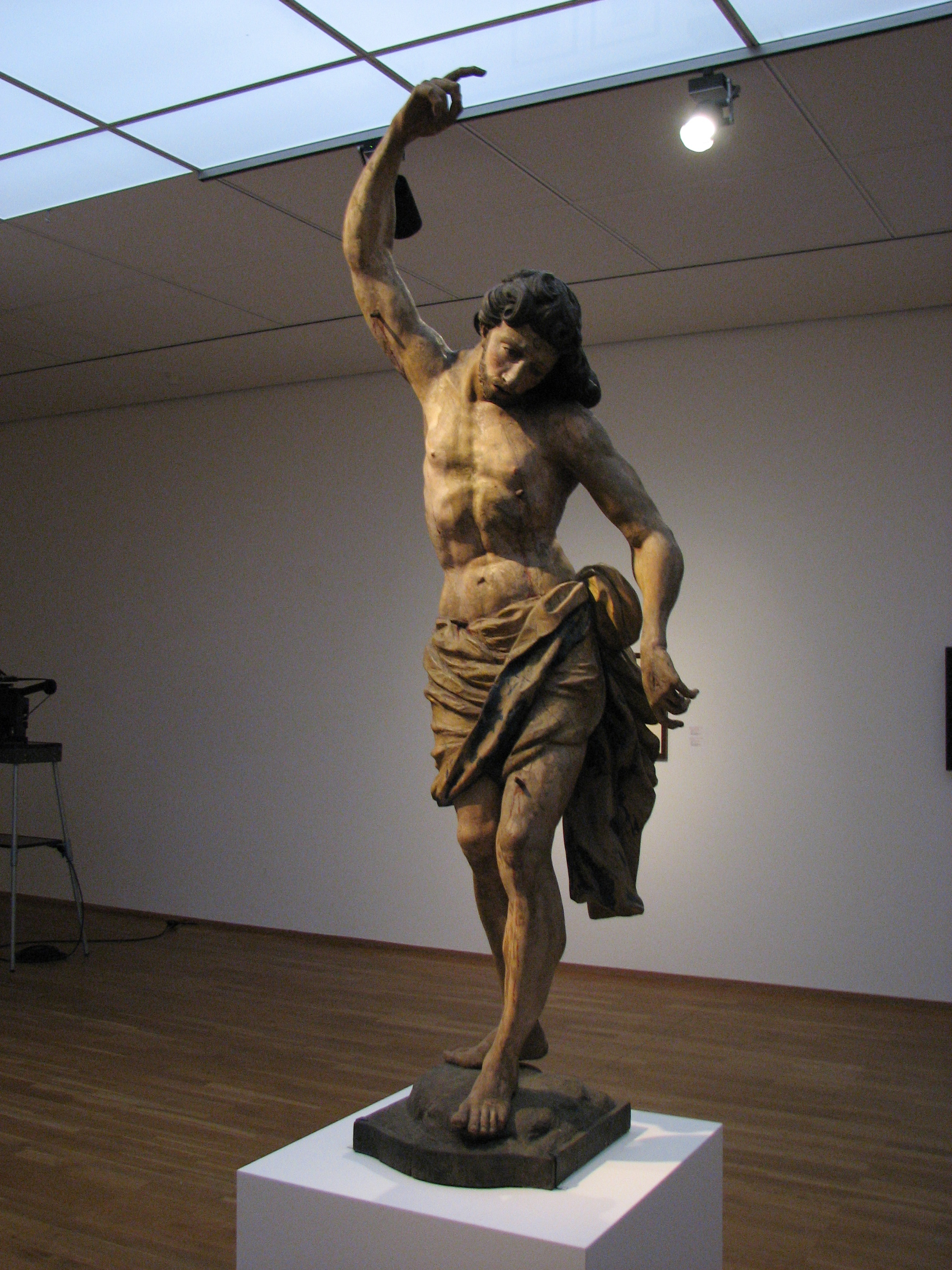
Georg Petel: „Heiliger Sebastian“, 17. Jahrhundert

Georg Petel (eigentlich: Petle; auch Petele, Betle, Pöttle), (* 1601 oder 1602 Weilheim in Oberbayern; † 1634 in Augsburg) war ein Bildhauer, Bossierer und Elfenbeinschnitzer.
Petel ging wohl bei seinem Vormund Bartholomäus Steinle in Weilheim und in München in die Lehre. Er unternahm mehrere Reisen, unter anderem nach Antwerpen 1620, nach Paris 1621, sowie nach Genua und Rom (1622–1624). Er unterhielt zudem freundschaftliche Beziehungen zu Rubens und van Dyck, die ihn künstlerisch beeinflussten. Er erhielt 1625 das Bürger- und Meisterrecht in der Stadt Augsburg.
Petel war einer der bedeutendsten Bildhauer des Frühbarock. Seine Werke sind unter anderem im Badischen Landesmuseum in Karlsruhe, im Augsburger Maximilianmuseum, im Bayerischen Nationalmuseum und im Augsburger Dom zu besichtigen.
Im 18. Jahrhundert bekam Petel den Beinamen „deutscher Michelangelo“.

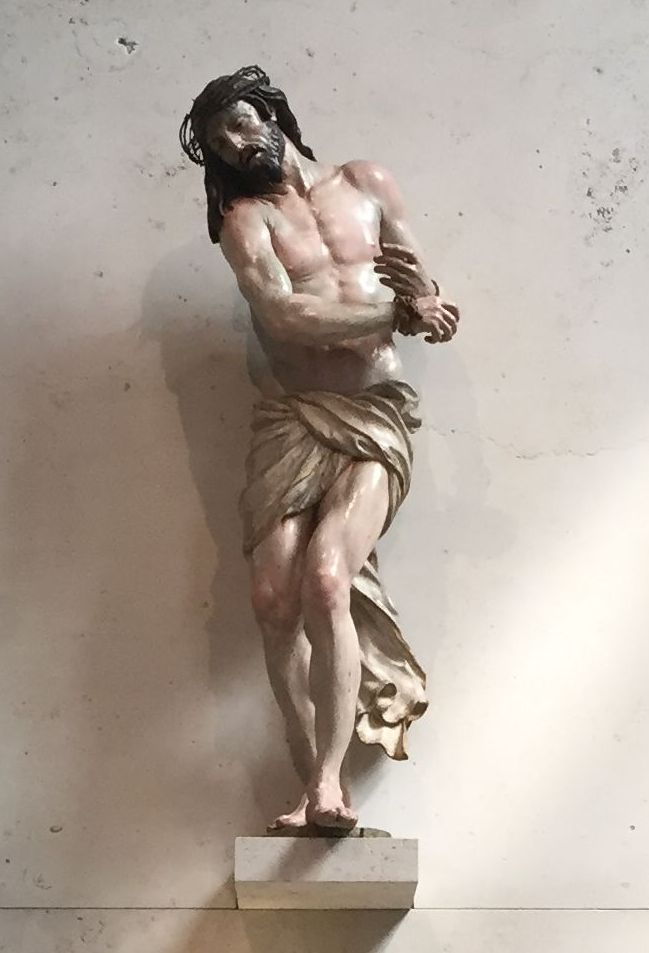
Lebensgroße Darstellung des leidenden Christus mit der Dornenkrone (Ecce homo), 1630/31, Augsburger Dom
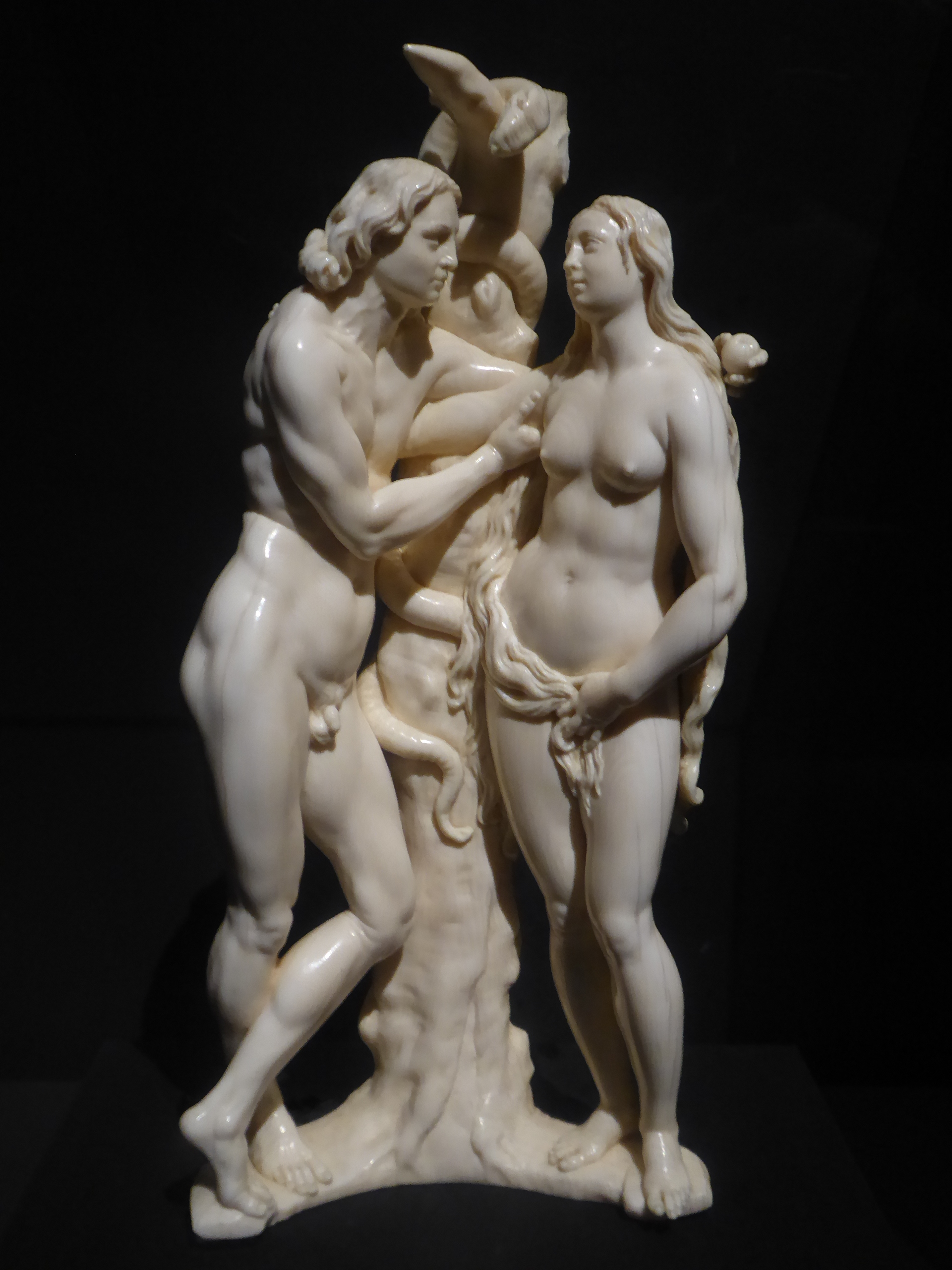
Adam und Eva – Elfenbein Rubenshuis Antwerpen